# Nissan 300ZX
Nissan 300ZX är en japansk sportbil tillverkad av Nissan 1983 till 2000. Den såldes i två generationer, Z31 och Z32. Signalement för modellen är att samtliga är utrustade med V6-motor och targatak (fanns vissa Z32 som var utan targatak).
Namnet kommer ursprungligen från Nissan 240Z. "X" lades till i den förra generationen, 280ZX och står för att bilen är lyxigare och har bättre komfort. I japan gick modellen under namnet Fairlady Z, som delas med samtliga föregångare.
300ZX var japans första serietillverkade bil med V6-motor.

## Z31
Första generationen 300ZX även kallad Z31 var en stor försäljningsframgång, speciellt i USA. I Japan sålde bilen inte lika bra, endast 35 384 av de 329 900 tillverkade såldes där. Bilen är en vidareutveckling från 280ZX och man har både förbättrat aerodynamiken på bilen och effekten från motorn.

### Motor
300ZX hade en V6-motor med enkel överliggande kamaxel och fanns att få både med och utan turbo. Effekten låg på 160 hk utan turbo respektive 230 hk med turbo.

### Chassi
Chassiet baserades på 280ZX chassi och hade samma hjulbas och framvagnskonstruktion. Trots det så hade bilen bättre väghållning än 280ZX. Samtliga turbomodeller utom Shiro Special edition var utrustade med 3-vägs elektroniskt justerbara dämpare.

## Z32
Den andra generationen 300ZX, kallad Z32, var helt omdesignad från tidigare generation och var en väldigt revolutionerade bil när den presenterades. Den var bland annat en av de första bilarna som ritas med hjälp av CADteknologi. Z32 sålde bra första halvan av 1990-talet och vann många utmärkelser. På andra halvan av 1990-talet dalade försäljningen. 1998 såldes de sista bilarna utanför Japan, medan försäljningen i Japan fortsatte till 2000. I Sverige såldes den sista 1995.
Det syns tydligt på dem amerikanska försäljningssiffrorna att det även dalade där, 1990 såldes 39 920 stycken jämfört med 1996 då enbart 2 929 stycken såldes. Totalt såldes det 164 170 globalt.

### Motor
Motorn uppgraderades rejält från den tidigare generationen och lämnade nu 226 hk utan turbo och hela 282 hk med turbo. V6-motorn hade nu dubbla överliggande kamaxlar.
Motoreffekten är något lägre på automatbilar med twinturbo, 268 hk istället för 282 hk.
Prestanda:
- 0–50 km/h: 2,2 sek
- 0–90 km/h: 5,3 sek
- 0–100 km/h: 5,9 sek
- 0–110 km/h: 7,4 sek
- 0–150 km/h: 13,0 sek
- 0-400 meter: 14,4 sek

### Chassi
Nissan 300ZX såldes i ett antal olika chassikonfigurationer. En kortare tvåsitsig och en fyrsitsig 25 cm längre version, kallad 2+2. Enklaste sättet att identifiera vilken det är baserat på exteriören är att kolla tanklockets placering. 2+2 har tanklocket bakom bakre hjulhuset medan den tvåsitsiga har det mellan dörren och det bakre hjulhuset.
Som sin föregångare har även Z32 elektroniskt justerbar dämpning som kontrolleras från kupén. Z32 är även utrustad med 4-hjulsstyrning (HICAS), detta system var till en början hydrauliskt men från årsmodell 1994 blev systemet helt elektriskt.

### Cab
I USA kunde man även köpa 300ZX som cab, finns ett fåtal som exporterats till Europa så man kan idag hitta dem även i Europa.

### Nissan 300ZX Z32 i Sverige
300ZX såldes enbart i 143 exemplar i Sverige under de 6 år bilen såldes på den svenska marknaden. Samtliga svensksålda är 2+2 versionen med dubbla turboaggregat (TwinTurbo, TT). I efterhand har många 300ZX importerats från Tyskland och andra länder.
Svensksålda under åren 1990-1996:
- 1990: 94 st
- 1991: 33 st
- 1992: 9 st
- 1993: 6 st
- 1994: 0 st
- 1995: 1 st